# Amélie-les-Bains-Palalda
Amélie-les-Bains-Palalda (în catalană Els Banys d'Arles) este o comună în departamentul Pyrénées-Orientales din sudul Franței. În 2009 avea o populație de 3.695 de locuitori.

## Evoluția populației
| An        | 1975  | 1982  | 1990  | 1999  | 2006  | 2009  |
| --------- | ----- | ----- | ----- | ----- | ----- | ----- |
| Populație | 3.908 | 3.713 | 3.239 | 3.475 | 3.656 | 3.695 |